# Том Хидлстон
Том Хидлстон (енгл. Tom Hiddleston; Лондон, 9. фебруар 1981) британски је филмски, телевизијски, позоришни и радио глумац. Спада у млађе британске глумце који успешну каријеру граде у Британији и Холивуду. Образован на Итону и Кембриџу, Хидлстон је каријеру започео у позоришту и у низу запажених телевизијских остварења. Пажњу јавности привукао је 2011, када су премијерно приказани критички награђивани Поноћ у Паризу, Ратни коњ, Дубоко плаво море и комерцијално успешни Марвелов филм Тор. Након Тора, где глуми главног негативца Локија, појавио се у филмовима Осветници, Тор: Мрачни свет, Тор: Рагнарок, Осветници: Рат бескраја, Осветници: Крај игре и Осветници: Судњи дан. Хидлстон успешно балансира при одабиру улога између комерцијалних и ауторских остварења. Тумачио је главну улогу у филмовима: Само љубавници опстају (2013), Изложба (2013), Гримизни врх (2015), Облакодер (2015) и Видео сам светлост (2015), као и у телевизијским мини-серијама Шупља круна (2012) и Ноћни менаџер (2016). Паралелно са филмском и телевизијском каријером, гради каријеру у позоришту. Освојио је награду Лоренс Оливије за најбољег новог глумца 2008. за улогу у Шекспировом комаду Симбелин, а номинован је истовремено за улогу Касија у Отелу.

## Биографија

### Детињство и образовање
Хидлстон је рођен у Вестминстеру, центру Лондона, 9. фебруара 1981, као друго дете Дајане Патрише, уметничке и позоришне управнице, и Џејмса Нормана Хидлстона, физичког хемичара. Отац му је пореклом из Гринока, а мајка из Сафока. Хидлстонова млађа сестра Ема такође је глумица, док му је старија сестра новинарка у Индији. По мајчиној линији праунук је генерала Реџиналда Сервеса и чукунунук произвођача хране Сер Едмунда Вестаја. Одрастао је у Вестминстеру и Оксфорду. Похађао је припремну школу Дрегон скул (Dragon School) у Оксфорду, а у својој тринаестој години уписао је престижну средњу школу Итон. У приближно исто време родитељи су му се развели. Коментаришући утицај који је развод имао на развој његове личности Хидлстон је изјавио у интервјуу за Дејли телеграф: „Мислим да ме је то начинило саосећајнијим према разумевању људске слабости“.
Школовање је наставио на Универзитету Кембриџ, где је дипломирао класичне науке (старогрчки и латински језик). У Кембриџу је примећен од стране ловца на таленте Лорејн Хамилтон, док је глумио у представи Трамвај звани жеља. Наставио је да студира глуму на Краљевској академији драмских уметности, где је дипломирао 2005.

### Почетак каријере
Док је још био студент глуме, Том Хидлстон је остварио низ запажених епизодних улога у значајним телевизијским остварењима. Свој телевизијски деби имао је у филму Николас Никлби (The Life and Adventures of Nicholas Nickleby), адаптацији Дикенсовог истоименог романа, у продукцији Ај-Ти-Ви телевизије. Затим је остварио споредну улогу у филму Завера (Conspiracy), да би потом тумачио Черчиловог сина у остварењу Бура се спрема (The Gathering Storm). Оба ова филма снимљена су копродукцији канала Би-Би-Си и Ејч-Би-Оу.
Након што је дипломирао на Краљевској академији драмских уметности Хидлстон је ангажован у првом филму тумачивши Оуклија у остварењу Неповезан (Unrelated), дебитанском остварењу редитељке Џоане Хог. У овом филму глумио је са својом сестром Емом. Такође је одиграо главну улогу у Хогином другом филму Архипелаго (Archipelago). У следећим годинама на малим екранима тумачио је улоге Магнуса Мартинсона у Би-Би-Си-јевој детективској драми Волендер (Conspiracy), Била Хазледина у Приградској паљби (Suburban Shootout), Џона Пламптра у Би-Би-Си-јевом костимираном телевизијском филму Жаљења госпођице Остин (Miss Austen Regrets) и Вилијема Бакстона у мини-серији Повратак у Кранфорд (Return to Cranford). Придружио се 2007. листи британских глумаца попут Орланда Блума и Кејт Винслет који су гостовали у најдуговечнијој болничарској серији Рањени (Casualty).

### Филмски пробој
Широј јавности Хидлстон је постао познат глумивши Локија у филму Тор (Thor), рађеном по истоименом стрипу. На аудицију га је позвао Кенет Брана, режисер филма, након што су заједно глумили у Чеховљевом позоришном комаду Иванов. Хидлстон сматра да му је Брана омогућио пробој у Холивуд јер је успео да убеди надређене да је идеалан за улогу у оваквом филму, иако у то време није био филмска звезда. Првобитно му је додељена улога Тора." Режисер му је дао рок од шест недеља да се доведе у физичку форму, тако да се придржавао строге дијете и набацио додатних пет килограма мишићне масе. Кенет Брана је пред снимање одлучио да улогу Тора ипак додели Крису Хемсворту, а Хидлстону је доделио улогу главног антагонисте Локија. Тор је премијерно приказан 2011. Исте године изашла су још три запажена филма значајних режисера, у којима је овај британски глумац глумио: Поноћ у Паризу (Midnight in Paris) Вудија Алена у којем је тумачио улогу америчког књижевника Ф. Скота Фицџералда, затим племенитог капетана Николса у Спилберговом спектаклу Ратни коњ (War Horse) и пилота Фредија Пејџа у Дубоком плавом мору (The Deep Blue Sea) Теренса Дејвиса.
Поновио је улогу стрип негативца Локија у биоскопском хиту из 2012. Осветници (The Avengers), својеврсном наставку Тора. Исте године играо је у Би-Би-Си-јевој мини-серији Шупља круна (The Hollow Crown) рађеној на основу прве Шекспирове театрологије сачињене од историјских драма Ричард II, Хенри IV, део I, Хенри IV, део II и Хенри V. У њој је тумачио улогу принца Хала, то јест, краља Хенрија V, а партнери су му били Џереми Ајронс, Џуди Денч, Бен Вишо и Бенедикт Камбербач.> По трећи пут је глумио Локија 2013. у филму Тор: Мрачни свет (Thor: The Dark World). Исте године је са Тилдом Свинтон и Мијом Вашиковском глумио софистицираног вампира у Џармушовом остварењу Само љубавници опстају (Only Lovers Left Alive). На кратко се појавио и у дечијем филму Најтраженији Мапети (Muppets Most Wanted) из 2014.

### Актуелне и будуће филмске улоге
Сарађивао је поново са Мијом Вашиловском у готском хорору Гримизни врх (Crimson Peak) Гиљерма дел Тора приказаном 2015. Крајем исте године приказан је и филм Облакодер (High-Rise) Бена Витлија, снимљеном на основу романа Џ. Г. Баларда, док је на Филмском фестивалу у Торонту премијерно приказан биографски филм Видео сам светлост (I Saw the Light), у коме Хидлстон глуми кантри певача Хенка Вилијамса. 21. фебруара 2016. на каналу Би-Би-Си премијерно је приказана прва епизода мини-серије Ноћни менаџер (The Night Manager). У њој Хидлстон тумачи главну улогу, бившег војника и хотелског рецепционара кога британска тајна служба регрутује као шпијуна са задатком да се инфилтрира у блиско окружење тајкуна, кога тумачи Хју Лори. Мини-серија од шест епизода је снимљена у копродукцији Би-Би-Си-ја и Еј-Ем-Си-ја и настала је на основу истоименог детективско-шпијунског романа Џона ле Кареа. Свих шест епизода режирала је данска редитељка и добитница Оскара Сузан Бир.
Најављено је да ће Хидлстон глумити у остварењу Конг: Острво лобање (Kong: Skull Island), новом филму из серијала о Кинг Конгу, чија се премијера очекује 2017. Репризираће улогу Локија у три нова филма из Марвеловог серијала о Тору. Премијере су најављене за 2017, 2018, и 2019.

## Филмографија

### Филм
| Улоге Тома Хидлстона |                                  |                        |                   |              |
| Година               | Српски назив                     | Изворни назив          | Улога             | Напомена     |
| 2011.                | Неповезан                        | Unrelated              | Окли              |              |
| 2011.                | Архипелаго                       | Archipelago            | Едвард            |              |
| 2011.                | Тор                              | Thor                   | Локи              |              |
| 2011.                | Поноћ у Паризу                   | Midnight in Paris      | Ф. Скот Фицџералд |              |
| 2011.                | Ратни коњ                        | War Horse              | Капетан Николс    |              |
| 2011.                | Захтев за пријатељство на чекању | Friend Request Pending | Том               | Кратки филм  |
| 2011.                | Дубоко плаво море                | The Deep Blue Sea      | Фреди Пејџ        |              |
| 2012.                | Изван времена                    | Out of Time            | Мушкарац          | Кратки филм  |
| 2012.                | Осветници                        | The Avengers           | Локи              |              |
| 2012.                | Изван мрака                      | Out of Darkness        | Мушкарац          | Кратки филм  |
| 2013.                | Само љубавници опстају           | Only Lovers Left Alive | Адам              |              |
| 2013.                | Изложба                          | Exhibition             | Џејми Макмилан    |              |
| 2013.                | Тор: Мрачни свет                 | Thor: The Dark World   | Локи              |              |
| 2014.                | Најтраженији Мапети              | Muppets Most Wanted    | Велики Ескапо     |              |
| 2014.                | Звончица и вила гусарка          | The Pirate Fairy       | Капетан Кука      | Глас         |
| 2015.                | Јединство                        | Unity                  | Наратор           | Документарац |
| 2015.                | Облакодер                        | High-Rise              | Др Роберт Лејнг   |              |
| 2015.                | Гримизни врх                     | Crimson Peak           | Сер Томас Шарп    |              |
| 2015.                | Видео сам светлост               | I Saw the Light        | Хенк Вилијамс     |              |
| 2017.                | Конг: Острво лобања              | Kong: Skull Island     | Џејмс Конард      |              |
| 2017.                | Тор: Рагнарок                    | Thor: Ragnarok         | Локи              |              |
| 2018.                | Осветници: Рат бескраја          |                        | Локи              |              |
| 2019.                | Осветници: Крај игре             |                        | Локи              |              |
| 2023.                | Антмен и Оса: Квантуманија       |                        | Локи              | камео        |
| 2026.                | Осветници: Судњи дан             |                        | Локи              |              |

### Телевизија
| Улоге Тома Хидлстона |                           |                                              |                     |                             |
| Година               | Српски назив              | Изворни назив                                | Улога               | Напомена                    |
| 2001.                | Николас Никлби            | The Life and Adventures of Nicholas Nickleby | Лорд                | телевизијски филм           |
| 2001.                | Завера                    | Conspiracy                                   | Телефонски оператер | телевизијски филм           |
| 2001.                |                           | Armadillo                                    | Тоби Шерифмир       | телевизијски филм           |
| 2002.                | Бура се спрема            | The Gathering Storm                          | Рандол Черчил       | телевизијски филм           |
| 2005.                |                           | A Waste of Shame                             | Џон Хол             | телевизијски фиклм          |
| 2006.                |                           | Victoria Cross Heroes                        | Капетан Џек Рендл   | епизода: Модерна времена    |
| 2006.                |                           | Suburban Shootout                            | Бил Хазелдајн       | 10 епизода                  |
| 2006.                | Галапагос                 | Galápagos                                    | Џон Хол             | Чарлс Дарвин (глас)         |
| 2007.                |                           | Casualty                                     | Крис Вон            | једна епизода               |
| 2008.                |                           | Wallander                                    | Магнус Мартинсон    | шест епизода                |
| 2008.                |                           | Miss Austen Regrets                          | Џон Пламтр          | телевизијски филм           |
| 2009.                | Повртак у Кранфорд        | Return to Cranford                           | Вилијам Бакстон     | 2 епизоде                   |
| 2009.                | Дарвинове тајне бележнице | Darwin's Secret Notebooks                    | Чарлс Дарвин        | документарац                |
| 2016.                | Ноћни менаџер             | The Night Manager                            | Џонатан Пајн        | Мини-серија од шест епизода |
| 2021–2023.           | Локи                      |                                              | Локи                |                             |
| 2021−2024.           | Шта ако...?               |                                              | Локи                | глас                        |